# Csapat északi összetett a 2010. évi téli olimpiai játékokon
A 2010. évi téli olimpiai játékokon az északi összetett csapatversenyét február 23-án rendezték Whistlerben. A versenyt az osztrák csapat nyerte meg. Magyar csapat nem vett részt a versenyszámban.

## Eredmények
A csapatok versenyzői síugrásban nagysáncról egy-egy ugrást teljesítettek, a kapott pontszámokat csapatonként időhátrányokra számították át. 0,75 pont különbség 1 másodperc hátrányt jelentett. A 4 × 5 km-es sífutásban a csapatok első versenyzői az első helyezetthez viszonyított időhátrányok szerint rajtoltak, a célba érkezés sorrendje határozta meg a végeredményt.
A távolságadatok méterben, az időeredmények másodpercben értendők.

### Síugrás, nagysánc
| Hely. | R  | Nemzet                                                                                           | Táv.                    | Pont                          | Időhátrány |
| ----- | -- | ------------------------------------------------------------------------------------------------ | ----------------------- | ----------------------------- | ---------- |
| 1.    | 5  | Finnország (FIN) · Janne Ryynänen · Jaakko Tallus · Hannu Manninen · Anssi Koivuranta            | 138,5 129,5 130,0 136,0 | 507,0 134,2 120,3 120,5 132,0 | –          |
| 2.    | 6  | Egyesült Államok (USA) · Brett Camerota · Todd Lodwick · Bill Demong · Johnny Spillane           | 133,5 136,5 131,5 134,0 | 505,8 122,3 132,2 123,8 127,5 | +0:02      |
| 3.    | 10 | Ausztria (AUT) · Mario Stecher · David Kreiner · Bernhard Gruber · Felix Gottwald                | 130,5 126,5 136,0 125,0 | 479,9 121,7 114,7 131,0 112,5 | +0:36      |
| 4.    | 2  | Japán (JPN) · Takahasi Daito · Vatabe Akito · Kobajasi Norihito · Kató Taihei                    | 136,5 125,0 124,0 132,5 | 475,9 132,2 112,0 110,0 121,7 | +0:41      |
| 5.    | 8  | Franciaország (FRA) · François Braud · Sébastien Lacroix · Maxime Laheurte · Jason Lamy-Chappuis | 128,5 123,5 128,5 135,0 | 474,7 117,7 110,3 117,7 129,0 | +0:43      |
| 6.    | 9  | Németország (GER) · Tino Edelmann · Johannes Rydzek · Björn Kircheisen · Eric Frenzel            | 123,0 129,0 132,0 129,5 | 473,3 109,0 119,0 124,5 120,8 | +0:45      |
| 7.    | 7  | Norvégia (NOR) · Espen Rian · Jan Schmid · Magnus Moan · Petter L. Tande                         | 128,0 121,5 131,5       | 468,4 117,0 105,8 122,8       | +0:51      |
| 8.    | 4  | Csehország (CZE) · Aleš Vodseďálek · Miroslav Dvořák · Tomáš Slavík · Pavel Churavý              | 123,0 124,0 125,5 132,0 | 457,3 109,0 110,5 113,3 124,5 | +1:06      |
| 9.    | 1  | Svájc (SUI) · Tim Hug · Seppi Hurschler · Tommy Schmid · Ronny Heer                              | 123,5 121,0 131,5 117,0 | 436,6 110,3 105,0 122,8 98,5  | +1:34      |
| 10.   | 3  | Olaszország (ITA) · Lukas Runggaldier · Armin Bauer · Giuseppe Michielli · Alessandro Pittin     | 126,5 114,0 112,5 122,5 | 402,6 113,7 92,0 89,7 107,2   | +2:19      |

### Sífutás, 4 × 5 km
| Helyezés | R  | Nemzet                                                                                           | Időh. | Sífutás idő                             | Sífutás hely. | Összesítés |
| -------- | -- | ------------------------------------------------------------------------------------------------ | ----- | --------------------------------------- | ------------- | ---------- |
| Arany    | 3  | Ausztria (AUT) · Bernhard Gruber · David Kreiner · Felix Gottwald · Mario Stecher                | +0:36 | 48:55,6 11:57,7 11:49,0 12:04,3 13:04,6 | 1.            | 49:31,6    |
| Ezüst    | 2  | Egyesült Államok (USA) · Brett Camerota · Todd Lodwick · Johnny Spillane · Bill Demong           | +0:02 | 49:34,8 12:28,0 11:52,3 12:18,8 12:55,7 | 4.            | 49:36,8    |
| Bronz    | 6  | Németország (GER) · Johannes Rydzek · Tino Edelmann · Eric Frenzel · Björn Kircheisen            | +0:45 | 49:06,1 11:56,2 11:58,0 12:13,6 12:58,3 | 2.            | 49:51,1    |
| 4.       | 5  | Franciaország (FRA) · Maxime Laheurte · François Braud · Sébastien Lacroix · Jason Lamy-Chappuis | +0:43 | 49:28,4 11:53,3 12:02,3 12:34,7 12:58,1 | 3.            | 50:11,4    |
| 5.       | 7  | Norvégia (NOR) · Jan Schmid · Espen Rian · Petter L. Tande · Magnus Moan                         | +0:51 | 49:34,9 11:51,4 12:13,5 12:32,9 12:57,1 | 5.            | 50:25,9    |
| 6.       | 4  | Japán (JPN) · Kató Taihei · Takahasi Daito · Vatabe Akito · Kobajasi Norihito                    | +0:41 | 50:04,8 12:01,8 12:07,3 12:38,3 13:17,4 | 6.            | 50:45,8    |
| 7.       | 1  | Finnország (FIN) · Janne Ryynänen · Jaakko Tallus · Anssi Koivuranta · Hannu Manninen            | –     | 51:53,1 12:32,6 12:46,8 13:12,9 13:20,8 | 8.            | 51:53,1    |
| 8.       | 8  | Csehország (CZE) · Aleš Vodseďálek · Miroslav Dvořák · Tomáš Slavík · Pavel Churavý              | +1:06 | 51:44,2 12:51,5 12:10,8 13:08,1 13:33,8 | 7.            | 52:50,2    |
| 9.       | 9  | Svájc (SUI) · Seppi Hurschler · Tim Hug · Tommy Schmid · Ronny Heer                              | +1:34 | 52:15,8 12:02,2 12:31,7 13:38,8 14:03,1 | 10.           | 53:49,8    |
| 10.      | 10 | Olaszország (ITA) · Alessandro Pittin · Giuseppe Michielli · Lukas Runggaldier · Armin Bauer     | +2:19 | 51:55,5 12:07,8 12:20,2 13:27,5 14:00,0 | 9.            | 54:14,5    |